# Румунська поліція
Румунська поліція (рум. Poliția Română, poˈlit͡si.a roˈmɨnə [ro] ( прослухати)) — національна поліція Румунії, її головне правоохоронне відомство. Підпорядковується Міністерству внутрішніх справ Румунії. Поліцію очолює Генеральний інспектор у ранзі державного секретаря.

## Коло обов'язків
Поліція Румунії відповідає за:
- правопорядок у Румунії
- захист основоположних прав і свобод громадян та приватної і державної власності
- запобігання кримінальним правопорушенням, їх розкриття та виявлення осіб, які їх скоїли
- підтримання громадського порядку й безпеки

## Устрій
Керівний орган поліції Румунії — Генеральна інспекція румунської поліції (рум. Inspectoratul General al Poliției Române), яка очолює, спрямовує, підтримує та контролює діяльність підрозділів румунської поліції, розслідує та аналізує дуже тяжкі злочини, пов’язані з організованою злочинністю, економічною, фінансовою чи банківською злочинністю, або іншими злочинами, які є предметом кримінальних справ, що їх розслідує прокуратура при Вищому касаційному суді, а також має інші встановлені законом повноваження.
Організаційна схема Генеральної інспекції румунської поліції включає створені наказом міністра внутрішніх справ головні управління, що поділяються на управління, а також різні служби та відділи.
Генеральна інспекція підпорядковується генеральному інспектору, якого призначає міністр внутрішніх справ. З березня 2015 року генеральний інспектор поліції призначається прем'єр-міністром і має ранг державного секретаря.

### Центральні підрозділи
- Головне управління боротьби з організованою злочинністю — у складі п'ятьох управлінь (Управління боротьби з наркотиками, Управління боротьби з торгівлею людьми, Управління боротьби з кіберзлочинністю, Управління боротьби з фінансуванням тероризму та відмиванням грошей, Управління спеціальних операцій) та 15 обласних бригад протидії організованій злочинності. Ці бригади являють собою спеціалізовані підрозділи, які мають завдання боротися з організованою злочинністю, торгівлею наркотиками, торгівлею людьми, нелегальною міграцією, кіберзлочинністю, серйозними фінансовими махінаціями, фінансуванням тероризму та відмиванням грошей.
- Головне управління кримінальних розслідувань, яке поділяється на три управління: Управління з розслідування шахрайства, Управління кримінальних розслідувань, Управління вогнепальної зброї, вибухових та отруйних речовин.
- Головне управління поліції громадської безпеки — з трьома управліннями: управління громадського порядку, управління дорожньої поліції, управління транспортної поліції.
- Головне управління адміністративної поліції — з чотирма управліннями: інститутом криміналістики, управлінням судимостей, статистики та оперативного реєстру, управлінням матеріально-технічного забезпечення, управлінням інформаційно-комунікаційних технологій.

Під командуванням Генеральної інспекції румунської поліції працює спеціалізований загін реагування — Відокремлена служба спеціальних реагувань та операцій.

### Територіальні підрозділи
Поліція Румунії поділяється на 41 повітову інспекцію поліції, відповідно до кількості повітів (рум. județ), і Бухарестське головне управління поліції.
Кожне повітове управління поліції має підрозділ швидкого реагування (рум. Detașamentul de Poliție pentru Intervenție Rapidă). Подібний підрозділ при поліції Бухареста називається Служба поліції зі швидкого реагування (рум. Serviciul de Poliție pentru Intervenție Rapidă).